# Hervormde kerk (Wons)
De hervormde kerk van Wons is een kerkgebouw in de gemeente Súdwest-Fryslân in de Nederlandse provincie Friesland.

## Beschrijving
De kerk, in 1728 gebouwd ter vervanging van een kerk uit de 12e eeuw, is een achtzijdige centraalbouw met tentdak. Het koepeltorentje is in 1776 vernieuwd. De luidklok is door de Duitse bezetter gevorderd en in 1953 vervangen door een Van Bergen gegoten klok.
Het interieur wordt gedekt door een houten koepelgewelf. Aan vijf zijden bevindt zich een galerij (1891). De preekstoel uit 1686 is geschonken door Richte Jacobs Abbema. Het orgel uit 1891 is gemaakt door Bakker & Timmenga.
De kerk werd in de jaren 1961-1962 gerestaureerd onder onder leiding van P.L. de Vrieze en kreeg daarbij neoclassicistische ingangspartij en een consistoriekamer. De bestaande windwijzer van een hert, ontleend aan het wapen van Wonseradeel, werd bij de restauratie vervangen door een ontwerp van Wladimir de Vries. De kerk is een rijksmonument.
De kerk is sinds 2019 eigendom van de stichting Kerk Wons, maar wordt nog altijd één keer per maand gebruikt voor kerkdiensten van de Protestantse Gemeente te Schettens-Schraard-Longerhouw-Wons.

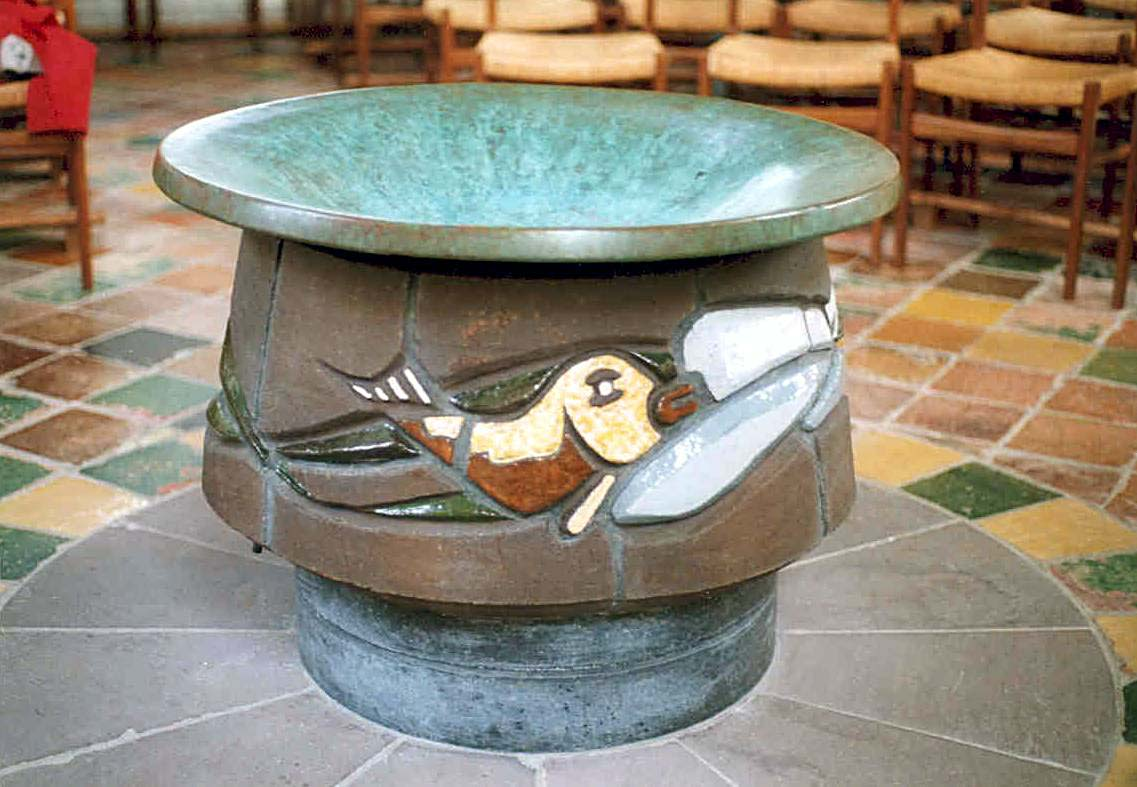
Doopvont
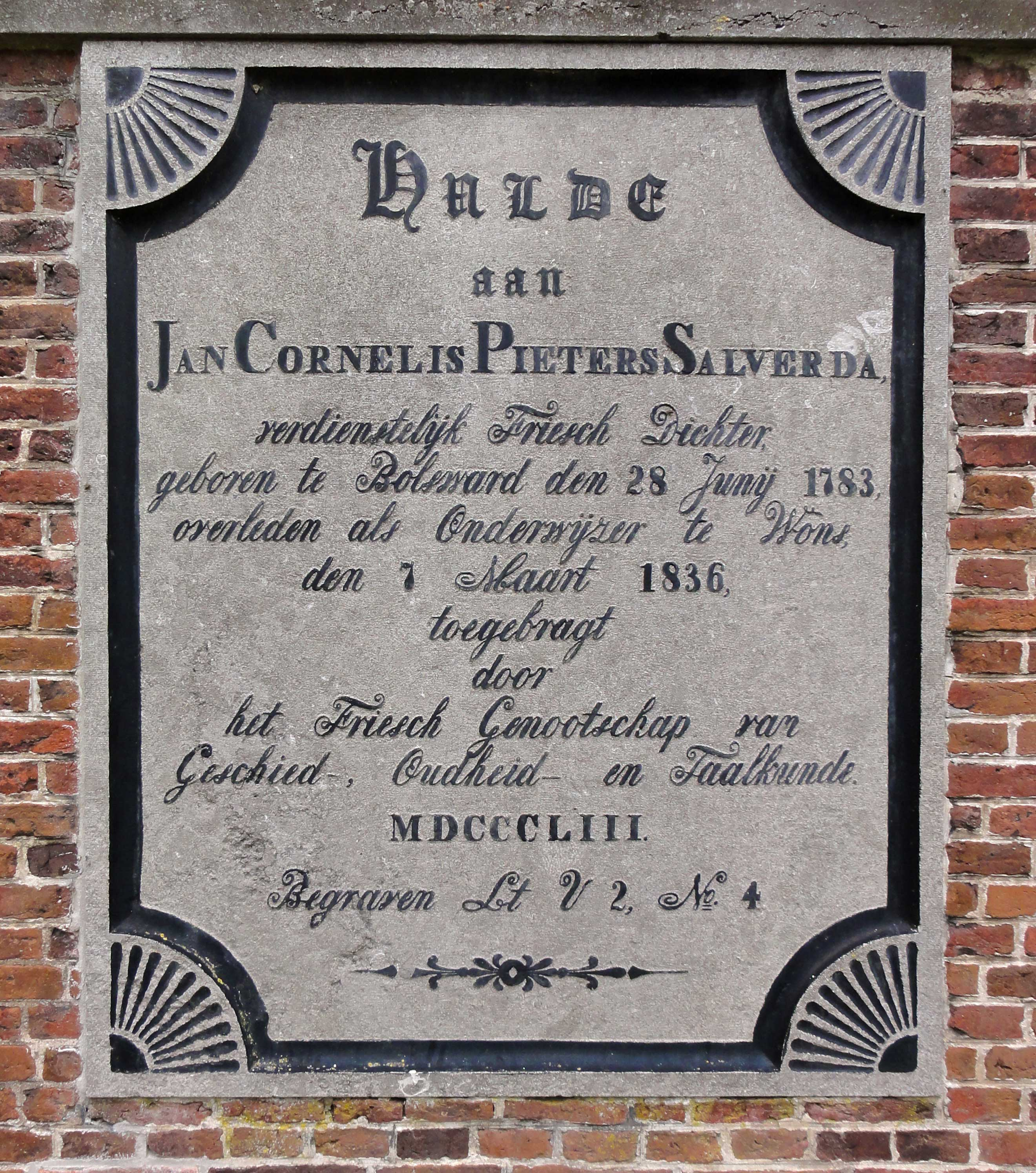
Gedenksteen (1853) voor Jan Cornelis Pieters Salverda
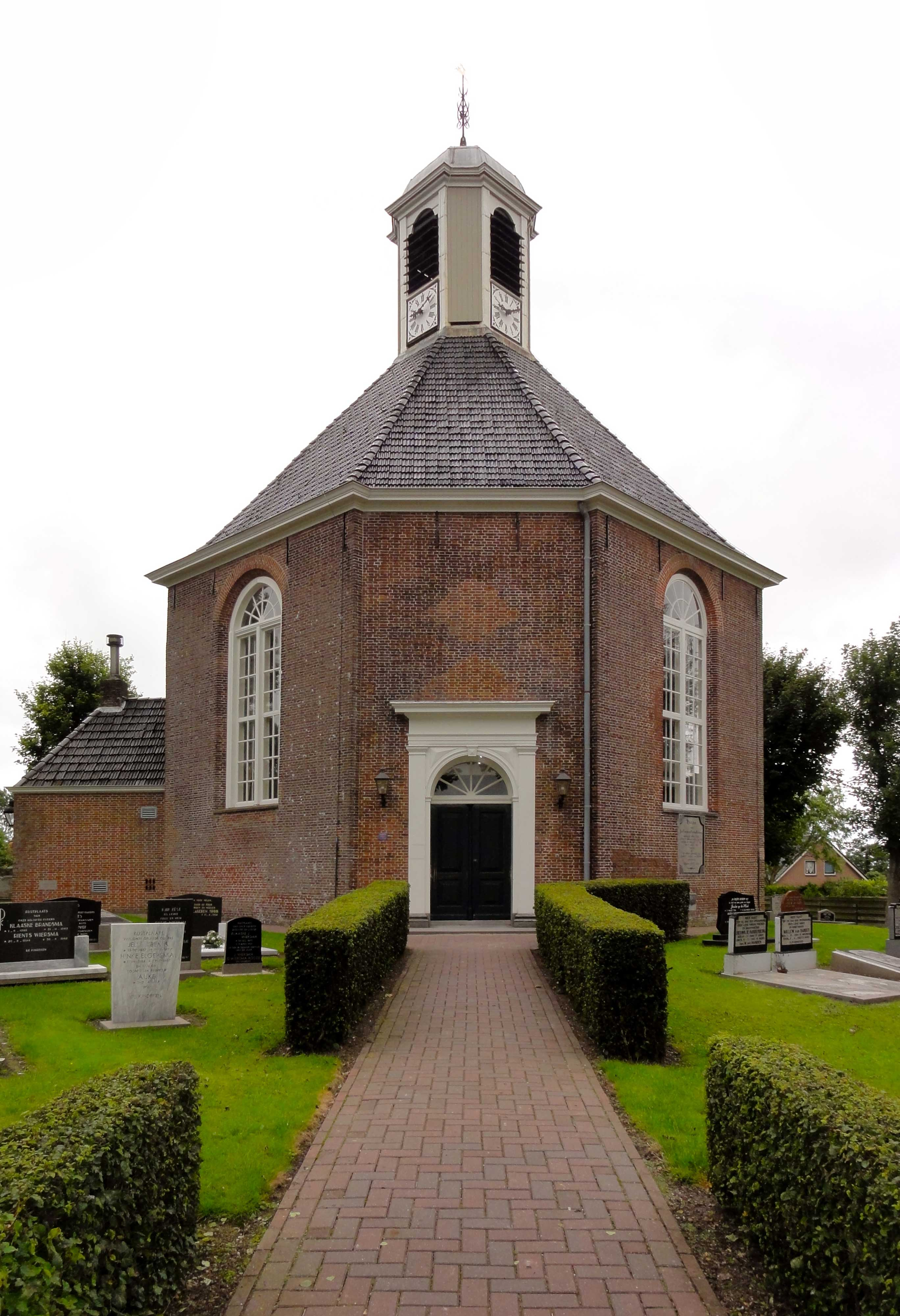
kerk in 2011